# Жапира
Жапира (порт. Japira) — муниципалитет в Бразилии, входит в штат Парана. Составная часть мезорегиона Север Пиунейру-Паранаэнси. Входит в экономико-статистический микрорегион Ибаити. Население составляет 4951 человек на 2006 год. Занимает площадь 189,139 км². Плотность населения — 26,2 чел./км².

## История
Город основан в 1951 году.

## Статистика
- Валовой внутренний продукт на 2003 год составляет 102 017 426,00 реалов (данные: Бразильский институт географии и статистики).
- Валовой внутренний продукт на душу населения на 2003 год составляет 20 701,59 реалов (данные: Бразильский институт географии и статистики).
- Индекс развития человеческого потенциала на 2000 год составляет 0,706 (данные: Программа развития ООН).

## География
Климат местности: субтропический. В соответствии с классификацией Кёппена, климат относится к категории Cfa.